# 谢努瓦-欧邦库尔
谢努瓦-欧邦库尔（法語：Chesnois-Auboncourt，法語發音：[ʃɛnwa obɔ̃kuʁ]）是法国大東部大區阿登省的一个市镇，属于勒泰勒区。该市镇于1828年由原市镇谢努瓦-埃斯里维耶尔（Chenois-ès-Rivières）和欧邦库尔-埃斯里维耶尔（Auboncourt-ès-Rivières）合并而成。

## 地理
谢努瓦-欧邦库尔（49°34'6"N, 4°34'8"E）面积4.71 平方千米，位于法国大東部大區阿登省，该省份为法国北部内陆省份，西接埃纳省，南至马恩省，东临默兹省，北与比利时接壤。
与谢努瓦-欧邦库尔接壤的市镇（或旧市镇、城区）包括：埃科尔达勒、圣卢-泰里耶、索尔斯-蒙克兰、索尔西-博泰蒙、沃蒙特勒伊。
谢努瓦-欧邦库尔的时区为UTC+01:00、UTC+02:00（夏令时）。

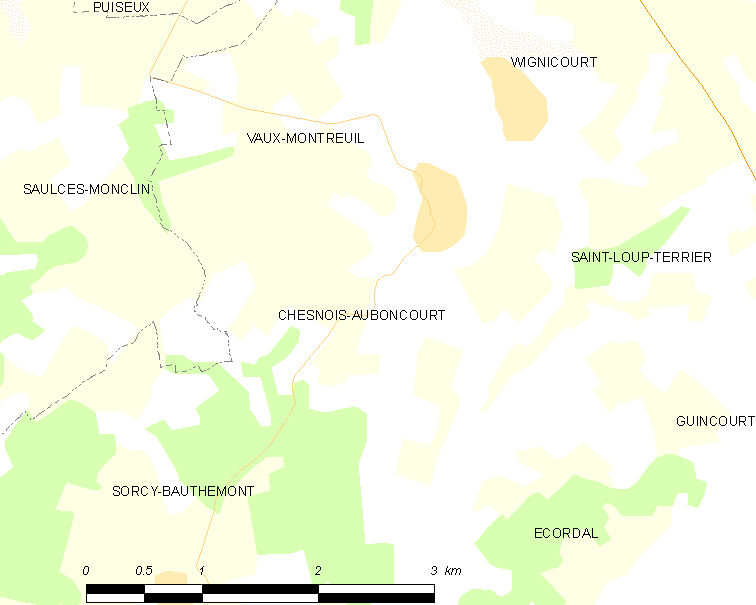
谢努瓦-欧邦库尔的OSM定位图

## 行政
谢努瓦-欧邦库尔的邮政编码为08270，INSEE市镇编码为08117。

## 政治
谢努瓦-欧邦库尔所属的省级选区为锡尼拉拜县。

## 人口

1962-2008年间谢努瓦-欧邦库尔人口变化图示

谢努瓦-欧邦库尔于2022年1月1日时的人口数量为162人。